# امیل دوبوآ
امیل دوبوآ (فرانسوی: Émile Dubois‎}) دوچرخه‌سوار اهل فرانسه بود. وی در بازی‌های المپیک تابستانی ۱۹۰۰ شرکت کرده است.